# Vitalij Sidorov
Vitalij Vital'evič Sidorov (in russo Виталий Витальевич Сидоров?, in ucraino Віталій Віталійович Сидоров?, Vitalij Vitalijovyč Sydorov; Khichuri, 23 marzo 1970) è un ex discobolo ucraino naturalizzato russo.
Dal 12 febbraio del 2000 ha acquisito la nazionalità russa.

## Palmarès
| Anno | Manifestazione    | Sede     | Evento           | Risultato | Misura  | Note |
| ---- | ----------------- | -------- | ---------------- | --------- | ------- | ---- |
| 1988 | Mondiali juniores | Sudbury  | Lancio del disco | 4º        | 53,00 m |      |
| 1989 | Europei juniores  | Varaždin | Lancio del disco | 5º        | 53,56 m |      |
| 1995 | Universiadi       | Fukuoka  | Lancio del disco | Oro       | 62,16 m |      |
| 1995 | Mondiali          | Göteborg | Lancio del disco | 35º       | 56,82 m |      |
| 1996 | Olimpiadi         | Atlanta  | Lancio del disco | 7º        | 63,78 m |      |
| 1997 | Mondiali          | Atene    | Lancio del disco | 10º       | 60,32 m |      |
| 2000 | Olimpiadi         | Sydney   | Lancio del disco | 25º       | 60,65 m |      |